# Touggourt
Touggourt (arabisch تقرت, DMG Tuqurt; tamazight ⵜⵓⴳⵓⵔⵜ, Einfahrt oder Gatter) ist die Hauptstadt der Provinz Touggourt im Nordosten von Algerien.

## Geographie
Touggourt liegt am Nordwestrand des Östlichen Großen Ergs in der algerischen Sahara und ist umgeben vom für diese Landschaft typischen hellgelben Sand. Sandtrichter unterbrechen die Dünenlandschaft und einzelne Palmen ragen daraus empor. In dieser Gegend trifft man auch häufig auf die bizarren Kristallgebilde der Sahara-Sandrose. Die Häuser der näheren Umgebung auf der Strecke nach El Oued sind mit Kuppeln und Tonnengewölben gedeckt. Gelegentlich stößt man auf Ziehbrunnen (khottaras).

## Geschichte

Wappen während der französischen Besetzung

Der Legende nach wurde die Oase Touggourt durch die Kurtisane T'gg'rt gegründet, nachdem diese aufgrund ihres lockeren Lebenswandels aus ihrer Heimatoase vertrieben worden war und einem heiligen Mann in ihrem Zelt Gastfreundschaft gewährte.
Touggourt hatte Bedeutung als Knotenpunkt im Transsaharahandel. Ab dem 15. Jahrhundert herrschten Stammesführer in der Oase. Die Stadt war Hauptsitz der Ouled Djellab-Dynastie. Auch wenn an der Mittelmeerküste die Kolonisierung durch die französische Julimonarchie ab 1830 einsetzte, begann die Kontrolle durch Frankreich hier erst später.
Der Maler Jean-Adolphe Chudant (1860–1929) arbeitete in der Umgebung.
Die Oasenstadt war Ausgangspunkt für das erste motorisierte Expeditionsvorhaben André Citroëns durch die Sahara im Dezember 1922. Die französischen beziehungsweise belgischen Abenteurer und Expeditionsleiter Louis Audouin-Dubreuil und Georges-Marie Haardt brachen auf, um mit fünf Citroën-Halbkettenfahrzeugen nach Timbuktu in Französisch-Sudan (heute Mali) zu gelangen. Die Route führte dabei über die strapaziöse Strecke Tamanrasset im Ahaggar-Gebirge. Bereits drei Wochen später traf die Crew in Timbuktu ein. In der Dorfmitte erinnert bis heute eine Stele an dieses Wagnis.
Von 1954 bis 1962 währte der Algerienkrieg. Bis zum Kriegsende und der Unabhängigkeit gehörte die Stadt zum 1956 neu eingeteilten französischen Verwaltungsgebiet Wilaya 1.
Heute zeigt der Ort ein modernes Gesicht mit würfelförmigen Neubauten im nordalgerischen Stil.

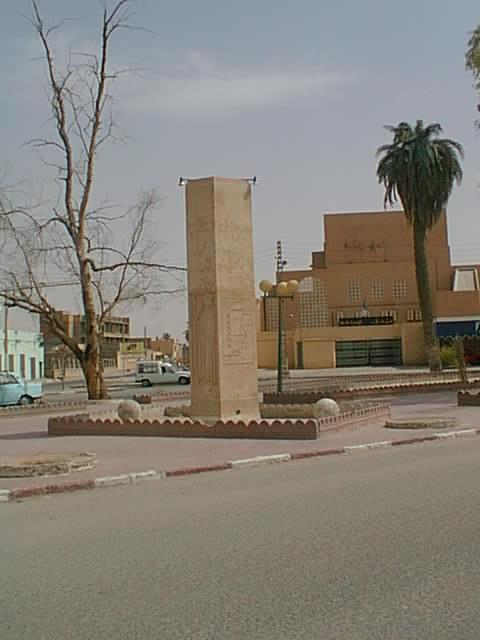
Die Citroën-Stele, die an die Expedition in den 1920er Jahren erinnert

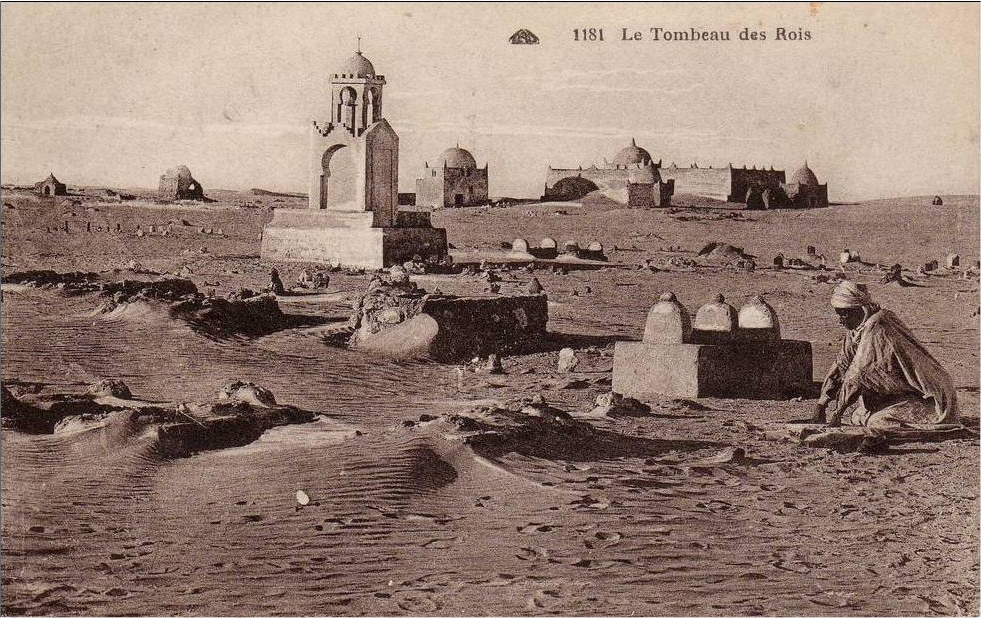
Touggourt, Grabmal eines maurischen Königs

## Bevölkerung
Ungefähr 70.000 Menschen leben in der Stadt, die damit auch die größte Metropole der Region ist. Die Bevölkerung setzt sich dabei aus verschiedenen Stämmen zusammen, wie den in Algerien weit verbreiteten Ouled Nail und den ursprünglich jüdisch abstämmigen Ouled Djari.

## Wirtschaft und Verkehr
Touggourt ist an den Schienenverkehr des Landes angeschlossen. Hier findet sich der südliche Endbahnhof der Eisenbahnlinie, die über Constantine zum Ölhafen Skikda führt. In den 1950er Jahren wurden Erdölvorkommen um den 170 Kilometer südlich gelegenen Ort Hassi Messaoud erschlossen. Die Fördermengen wurden ab 1957 über eine Pipeline nach Touggourt gepumpt und ab dort per Bahn weitertransportiert. Später floss das Öl durch eine Pipeline direkt nach Skikda.
Durch die Stadt führt eine der längsten Fernstraßen des Landes, der Nationalstraße 3. Rund 95 Straßenkilometer nordöstlich der Oase in Richtung der tunesischen Grenze liegt El Oued mit einem Regionalflughafen.

## Feste
Im April/Mai wird das Dattelfest gefeiert. Das Fest fällt mit der Befruchtungszeit der Dattelpalmen zusammen.